# Alexteroon hypsiphonus
Alexteroon hypsiphonus är en groddjursart som beskrevs av Jean-Louis Amiet 2000. Alexteroon hypsiphonus ingår i släktet Alexteroon och familjen gräsgrodor. IUCN kategoriserar arten globalt som livskraftig. Inga underarter finns listade i Catalogue of Life.